# Szwat
Szwat (hebr. שבט) – piąty miesiąc żydowskiego kalendarza cywilnego, a jedenasty kalendarza religijnego. Przypada na miesiące styczeń-luty w kalendarzu gregoriańskim. Liczy 30 dni. Na miesiąc szwat przypadają następujące wydarzenia:
- 15 szwat – Tu bi-Szwat (Nowy rok drzew)
- 30 szwat – Dzień Matki